# Львівська школа монументальної скульптури другої половини ХХ ст.

Пам'ятник Грушевському Львів

Львівська школа монументальної скульптури другої половини XX століття — це коло митців та їхніх пам'ятників, статуй, рельєфів, що безпосередньо пов’язані з архітектурою і пейзажним середовищем міст Львова другої половини XX століття. Реставратор Дмитро Володимирович Охрименко.

## Львівська школа монументальної скульптури другої половини XX століття

### Іван Севера
Батьком тогочасної скульптурної школи міста Львова, був митець реалістичної скульптури Іван Севера. Шлях майстра та педагога почався на Львівщині. Освіту отримав у таких містах, як Львів, Прага, Рим, Петербург. Іван Севера мав посаду голови художньої ради Львівської скульптурно-керамічної фабрики, завідував кафедрою скульптури Львівського державного інституту прикладного та декоративного мистецтва (сьогодні Львівська національна академія мистецтв).Як педагог він мав власну методику викладання,яка не зходилась з офіційною, тому за це отримував постійної нищівної критики від ідеологів та послідовників соцреалізму. У його монументальних скульптурних композиціях, погруддях, рельєфах Іван Севера основну увагу приділяв відтворенню реалістичного образу і в той же час розкритті внутрішнього світу портретованого. У монументальних композиціях Іван Севера, попри його реалістичної основи скульптур, відшукував нові художніх засобів для більш емоційного виразу тематичного змісту творів. Він є автором проєктів пам'ятника І. Франка у Львові (1944—1945) та погруддя В. Стефанику (1952 р.). Творча постать Івана Севери, як і переважної більшості, поставала під вагою національних традицій та великої мистецької школи Львова дорадянського періоду.

### Яків Чайка

Яків-Чайка надгробок на Личаківському кладовищі у Львові

Ще одним представником академічної школи львівської скульптури був Яків Чайка. Свої мистецькі знання скульптор отримав під керівництвом таких майстрів, як М. Внука, А. Міхаляка, Ю. Стажинського, Ю. Рожицького, а згодом у скульптурній майстерні С. Литвиненка. Під постійним тиском тогочасної радянської влади скульптор відмовився від своєї педагогічної діяльності і почав працювати на скульптурно-керамічній фабриці, де народилась велика кількість портретів Леніна та «образів передових робітників, видатних людей Радянської країни».
Перебуваючи в залежності від державного замовлення Я. Чайка став автором серії портретів вождів радянської влади, що вплинуло на загальний розвиток творчості митця. Я. Чайка є автором скульптури «Ярослав Галан — трибун» (1952 р.). Ця композиція виконана в типовій для соцреалізму манері. Письменник зображений у момент промови, у характерній позі, з простягнутою у перед рукою. Варто зазначити, що такий принцип побудови композиції можемо спостерігати у більшості скульптурних зображень Леніна. Скульптура була виконана на державне замовлення для експонування на Всесоюзній виставці в Москві у 1952 році. При створенні монументальних композицій Я. Чайка сприймає оточуючий простір як невід'ємну складову майбутнього ансамблю, однак домінантними визначає саме пластичні об'єми.

### Дмитро Крвавич

Памятник Івану Франку у Львові

Представником молодшого покоління скульптурної школи радянського Львова був Дмитро Крвавич. Видатний майстер та педагог усе своє життя присвятив мистецтву та історії Львова. Для робіт Дмитра Крвавича найхарактернішим є метод узагальнення форм з поглибленням психологічного трактування. Монументальним працям скульптора притаманне широке розуміння історичних подій, відчуття епохи, проникливе усвідомлення ролі певної історичної особистості. Дмитро Крвавич є співавтором великих монументальних композицій у Львові, таких як Монументу слави Радянської армії, пам’ятнику Івану Франку, автором пам’ятника Михайлу Грушевському. Варто зазначити, що діяльність Дмитра Крвавича мала неабиякий влив на формування скульптурної школи Львова 80—90-х років XX століття у ролі педагога, а згодом і проректора Львівської академії мистецтв.

### Еммануїл Мисько
Видатною фігурою в українському мистецтві є Е. Мисько. Його перші скульптурні праці — це здебільшого станкові роботи. Митець налягає на портретний жанр, де згодом досягає великої майстерності, не тільки як скульптора, а й як тонкого психолога своїх праць. Однак переважну більшість свого творчого шляху художник присвятив монументальній пластиці. Еммануїл Мисько є співавтором ряду скульптурних композицій серед яких пам'ятники І. Франку у Львові та Дрогобичі, Монумент Слави Радянської армії у Львові та інші.
Перебуваюи у важких умовах, які диктувала ідеологія соцреалізму, перебуваючи під постійним тиском владних структур перед скульпторами, зокрема Еммануїлом Миськом, виникали серйозні проблеми у вирішенні організації історичного простору Львова, передачі ідейно-змістового навантаження постатей, що мали не аби яке значення для національної історії України. Е. Мисько є автором низки монументальних таблиць, які присвячені увіковіченню пам'яті видатних діячів української культури і мистецтва, а саме О. Кульчицькій, С. Крушельницькій, О. Новаківському. Значний вплив на розвиток творчого середовища Львова кінця 80 – першої половини 90-х років XX століття Е. Мисько мав перебуваючи на посаді ректора Львівської академії мистецтв.
Також розвиток монументальної скульптури Львова другої половини XX століття пов'язаний зі творчістю таких майстрів-скульпторів, як В. Борисенко, В. Подольський, О. Пилев, В. Усов, О. Охріменко, С. Мельничука, Т. Бриж, архітекторів А. Вендзиловича, А. Шуляра, А. Консулова, В. Блюсюка та інших.
Сучасну скульптурну школу Львова формують Іван Самотос, Ярослав Скакун, Іван Микитюк, Любомир Яремчук, Володимир Одрехівський, Василь Ярич, Роман Романович та інші. Перед скульпторами стоїть складне завдання, працювати у часи руйнації ідеології, відродження традицій та напрацювання нових формотворчих засобів.